# 奥拉奇哈
奥拉奇哈（Orachha），又拼作Orchha（歐洽），是印度中央邦Niwari县的一个城镇，2001年总人口8499人。城內有16世紀建築的土邦宮殿及印度教神廟，是受歡迎的觀光景點。

## 人口
该地2001年总人口8,501人，其中男性53%，女性47%；识字率54%，較全國的59.5%為低，其中男性为64%，女性为42%；18%的人口小於6歲。